# サービス管理
サービス管理（サービスかんり、英: Service management）は、製造業の文脈では、実際の販売と顧客の視点でサプライチェーン管理に統合されている。高性能のサービス管理手法の目的は、サービス集約型のサプライチェーンを最適化することである。これは通常、一般的な完成品のサプライチェーンよりも複雑である。ほとんどのサービス集約型サプライチェーンでは、より多くの在庫と、フィールドサービスおよびサードパーティとの緊密な統合が必要となる。また、より高度な情報と製品フローを確立することにより、一貫性のない不確実な需要に対応する必要がある。さらに、すべてのプロセスは、サプライチェーン内の多数の部品と複数のレベルを持つ多数のサービスロケーションにわたって調整する必要がある。
典型的な製造業のメーカーでは、販売後のサービス（メンテナンス、修理、部品）は売上の20％未満を占めている。しかし、サービスを提供している最も革新的な企業の場合、これらの同じ活動が売上の50％以上を占めることもある。

## 利点
企業がサービス管理手法を確立または最適化するための主な推進要因はさまざまである。
- サービスと製品のサプライチェーンを統合することにより、高いサービスコストを削減できる。
- サービスパーツの在庫レベルを下げることができるため、総在庫コストを削減できる。
- カスタマーサービスまたは部品/サービスの品質を最適化できる。
- サービス売上の増加。
- 予測を改善することにより、サービスパーツの陳腐化コストを削減する。
- 顧客満足度を向上させる。
- 増大するコストの削減-サービス部品の在庫最適化により、顧客に注文を急かす必要がなくなる。
- 技術者の訪問を最小限に抑える-適切な部品が手元にあれば、最初の訪問で問題を解決できる。

## 構成要素
一般に、サービス管理は、企業が最適化のために考慮する必要がある6つの異なる機能で構成される。
- サービス戦略とサービス提供
  - サービス戦略の定義
  - サービス提供の定義と位置付け
  - 市場開拓戦略
  - サービスポートフォリオ管理
- スペアパーツ管理
  - 部品供給管理
  - 在庫管理
  - 部品需要管理
  - フルフィルメントオペレーションとロジスティクス
  - 保守部品管理
- 返品、修理、および保証
  - 保証とクレーム管理
  - リバースロジスティクス
  - 返品処理
  - 再製造
- フィールドサービス管理または作業員の効率化
  - 技術者の有効化
  - モビリティ
  - Eラーニング
  - 活動のスケジューリング
  - サービス請求
- 顧客管理
  - 注文管理と可用性
  - チャネルとパートナーの管理
  - 顧客の洞察
  - 技術文書
- 資産、メンテナンス、タスクスケジューリング、イベント管理
  - 遠隔モニタリング
  - 診断とテスト
  - 資産管理/最適化
  - 構成管理